# Ctenapseudes chilkensis
Ctenapseudes chilkensis is een naaldkreeftjessoort uit de familie van de Parapseudidae. De wetenschappelijke naam van de soort is voor het eerst geldig gepubliceerd in 1924 door Charles Chilton.